# The Beaches (groupe)
Pour l’article homonyme, voir The Beaches.
The Beaches est un groupe de rock canadien formé à Toronto en 2013 par Jordan Miller (chant, basse), Kylie Miller (guitare, chœurs), Leandra Earl (claviers, guitare, chœurs) et Eliza Enman-McDaniel (batterie). Le groupe sort deux EP intitulés The Beaches (2013) et Heights (2014) avant de signer chez Island Records. En 2017, elles sortent leur premier album Late Show (en), qui permet au groupe de remporter le prix Juno 2018 de la révélation de l'année, catégorie groupe.
Suivant leur premier album, elles sortent deux autres EP intitulés The Professional (2019) et Future Lovers (2021). Un album de compilation de 2022, Sisters Not Twins (The Professional Lovers Album), combine leurs deux EP précédents et remporte le prix Juno de l'album rock de l'année cette année-là. Leur deuxième album studio Blame My Ex sort via AWAL le 15 septembre 2023.

## Histoire

### Formation et premiers EPs (2011-2016)

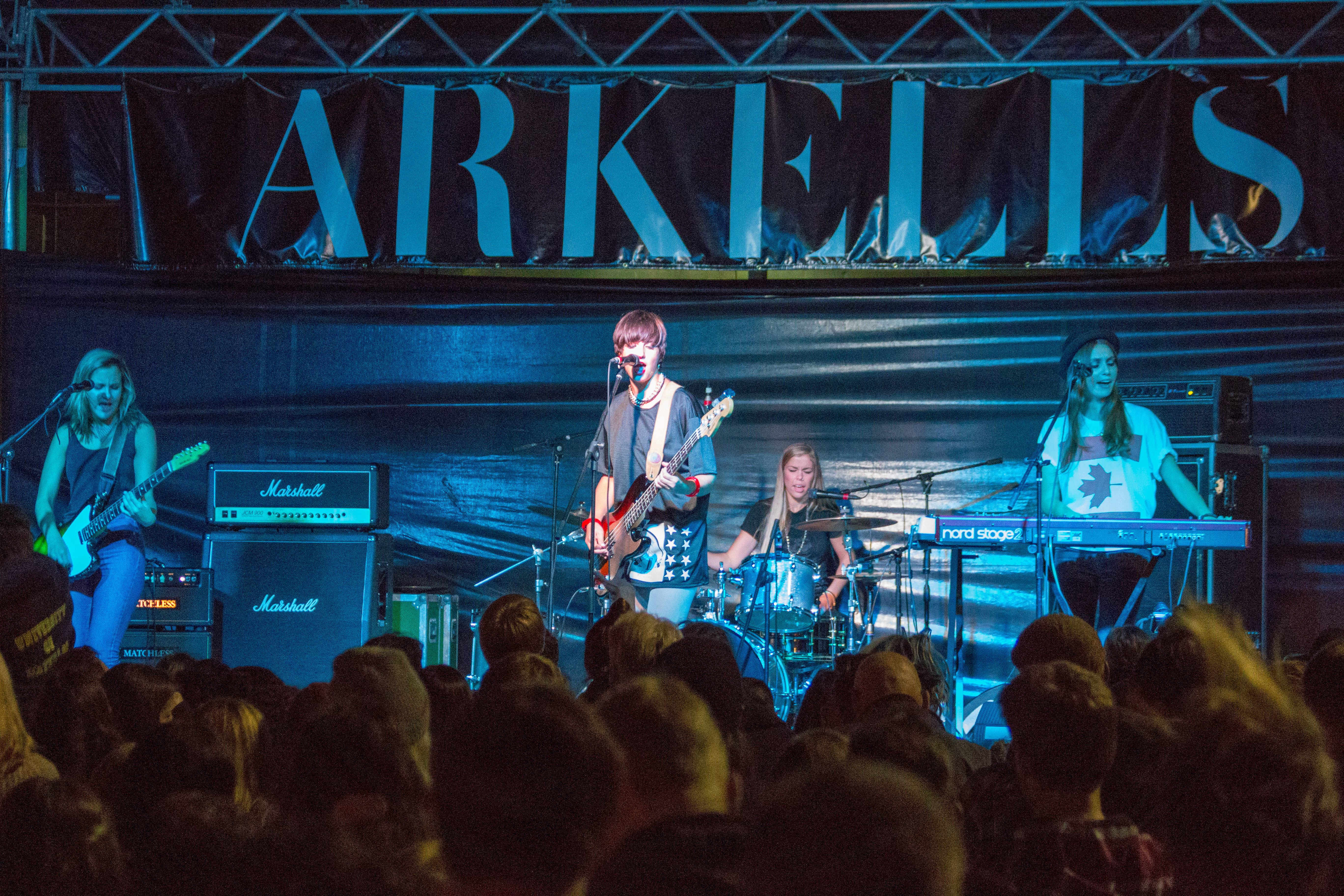
The Beaches se produisant au Supercrawl, en première partie d'Arkells à Hamilton, en Ontario en septembre 2014.

Au début de leur adolescence, les sœurs Jordan et Kylie Miller rejoignent la batteuse Eliza Enman-McDaniel et la guitariste Megan Fitchett pour former le quatuor pop punk "Done with Dolls" dans leur ville natale de Toronto. Le groupe entreprend une tournée en 2011 en ouverture de Allstar Weekend et interprète la chanson thème de la sitcom pour adolescents de Family Channel Really Me (en). En 2013, Fitchett quitte le groupe, après quoi les membres restants ajoutent la nouvelle guitariste Leandra Earl (du quartier Little Italy de Toronto) et se rebaptisent The Beaches en hommage au quartier de Toronto où les Miller et Enman-McDaniel ont grandi,,. Elles adoptent également un son rock plus alternatif, et sortent deux EP, The Beaches (2013) et Heights (2014), avant de signer chez Island Records en 2016.

### Late Show(2017-2018)
Les Beaches sortent leur premier album studio Late Show (en) en 2017. L'album est produit par Emily Haines et James Shaw (en) de Metric et est soutenu par deux singles, Money et T-Shirt. Ce dernier atteint la première place du palmarès Billboard Canada Rock et est certifié Or par Music Canada en 2021,. Le groupe remporte le prix de la révélation de l'année, catégorie groupe aux Juno Awards 2018,. Plus tard cette année-là, elles reçoivent une nomination au Prix SOCAN de la composition pour leur chanson Money.

### Les EPThe ProfessionnaletFuture Lovers(2019-2022)
En 2019, The Beaches sortent leur troisième EP, The Professional. Il est accompagné des singles Fascination et Snake Tongue. Elles font une tournée au Canada, en première partie de The Glorious Sons (en) et Passion Pit,. Elles sont aussi choisis comme première partie de la seule étape canadienne de la tournée No Filter Tour 2019 des Rolling Stones. La même année, elles apparaissent comme divertissement d'avant-match sur le terrain avant le coup d'envoi de la 107e Coupe Grey à Calgary. Elles annoncent ensuite une tournée en tête d'affiche au Canada en 2020, qui est écourtée en raison de la pandémie de COVID-19.
En 2021, elles sortent leur quatrième EP, Future Lovers accompagné des singles Let's Go et Blow Up,. L'EP est composé de chansons initialement destinées à leur deuxième album à venir qu'elles ont décidé de sortir plus tôt. Elles annoncent également la tournée Future Lovers 2022, qui s'étendra sur 20 dates à travers le Canada et mettra en vedette les Blue Stones comme invités spéciaux. Le groupe combine ses deux EP les plus récents dans un album de compilation intitulé Sisters Not Twins (The Professional Lovers Album), qui remporte le prix Juno de l'album rock de l'année en 2022,. La même année, le groupe quitte Island Records et sort indépendamment les singles Grow Up Tomorrow, Orpheus et My People,,,,.

### Blame My Ex(2023-présent)
The Beaches annoncent que leur deuxième album, Blame My Ex, sortira en septembre 2023. Elles sortent Blame Brett, le premier single de l'album, le 5 mai 2023. La chanson est basée sur la rupture de la chanteuse Jordan et Brett Emmons de The Glorious Sons (en) et est co-écrite et coproduite par Gus van Go et Lowell (en). La chanson devient virale sur TikTok, entraînant une augmentation du streaming du catalogue du groupe et devient le deuxième numéro un du groupe sur le palmarès Canada Rock de Billboard, totalisant quatre semaines en première position,,.
Le groupe se lance dans une tournée en Amérique du Nord en 2023, y compris une performance au Lollapalooza de cette année-là,. En raison du succès de Blame Brett, la tournée est en grande partie à guichets fermés et la chanson présente le groupe à un public plus jeune que leur travail précédent.
Blame My Ex sort le 15 septembre 2023 via AWAL et culmine à la 76e place du palmarès Billboard Canadian Albums, la première apparition du groupe dans le palmarès,.

## Discographie

### Albums studios
- 2017 - Late Show (en)
- 2023 - Blame My Ex
- 2025 - No Hard Feelings

### Compilations
- 2022 - Sisters Not Twins (The Professional Lovers Album) (inclus les 2 EP The Professional de 2019 & Future Lovers de 2021)

### EPs
- The Beaches (2013)
- Heights (2014)
- The Professional (2019)
- Future Lovers (2021)

### Single
| Money                                                                                                  | 2017 | —  | —  | 4  | —  | —  |           | Late Show (en)   |
| T-Shirt                                                                                                | 2018 | 41 | 37 | 1  | —  | —  | - MC : Or | Late Show (en)   |
| Fascination                                                                                            | 2018 | —  | —  | 10 | —  | —  |           | The Professional |
| Snake Tongue                                                                                           | 2019 | —  | —  | 21 | —  | —  |           | The Professional |
| Want What You Got                                                                                      | 2019 | —  | —  | 2  | —  | —  |           | The Professional |
| Lame                                                                                                   | 2020 | —  | —  | 4  | —  | —  |           | The Professional |
| Let's Go                                                                                               | 2021 | —  | 34 | 4  | —  | —  |           | Future Lovers    |
| Blow Up                                                                                                | 2021 | —  | 31 | 2  | —  | —  |           | Future Lovers    |
| Grow Up Tomorrow                                                                                       | 2022 | —  | 32 | 3  | —  | —  |           |                  |
| Orpheus                                                                                                | 2022 | —  | —  | —  | —  | —  |           |                  |
| My People                                                                                              | 2022 | —  | —  | —  | —  | —  |           |                  |
| Everything is Boring                                                                                   | 2023 | —  | —  | —  | —  | —  |           | Blame My Ex      |
| Blame Brett                                                                                            | 2023 | —  | 37 | 1  | 18 | 27 |           | Blame My Ex      |
| What Doesn't Kill You Makes You Paranoid                                                               | 2023 | —  | —  | 35 | —  | —  |           | Blame My Ex      |
| "-" désigne un enregistrement qui n'a pas été enregistré ou qui n'a pas été diffusé sur ce territoire. |      |    |    |    |    |    |           |                  |

## Vidéos musicales
| Année | Chanson                                  | Directeur        |
| ----- | ---------------------------------------- | ---------------- |
| 2013  | Loner                                    | Michael Maxxis   |
| 2013  | Absolutely Nothing                       |                  |
| 2014  | Little Pieces                            | Doug Gillen      |
| 2014  | Strange Love                             | Doug Gillen      |
| 2016  | Give It Up                               | Samuel Gürsky    |
| 2017  | Late Show                                |                  |
| 2017  | Money                                    | Marc Martin      |
| 2017  | Gold                                     |                  |
| 2018  | T-Shirt                                  | James Villeneuve |
| 2018  | Highway 6                                |                  |
| 2018  | Moment                                   | Ben Roberts      |
| 2018  | Fascination                              |                  |
| 2019  | Money Snake                              |                  |
| 2020  | Lame                                     | Alex P. Smith    |
| 2021  | Blow Up                                  | Alex P. Smith    |
| 2022  | Grow Up Tomorrow                         | Iévy Stamatov    |
| 2023  | Blame Brett                              | Iévy Stamatov    |
| 2023  | What Doesn't Kill You Makes You Paranoid | Iévy Stamatov    |

## Membres
- Jordan Miller - chant principal, basse (2013-présent)
- Kylie Miller - guitare, choeurs (2013-présent)
- Leandra Earl - claviers, guitare, choeurs (2013-présent)
- Eliza Enman-McDaniel - batterie (2013-présent)